# Pedaria durandi
Pedaria durandi är en skalbaggsart som beskrevs av Paulian, Cambefort och Mauchamp 1982. Pedaria durandi ingår i släktet Pedaria och familjen bladhorningar. Inga underarter finns listade i Catalogue of Life.